# (33717) 1999 LS26
1999 LS26 (asteroide 33717) é um asteroide da cintura principal. Possui uma excentricidade de 0.01938560 e uma inclinação de 15.40231º.
Este asteroide foi descoberto no dia 9 de junho de 1999 por LINEAR em Socorro.